# Agua Ceniza
Agua Ceniza är en ort i Mexiko.   Den ligger i kommunen Santa Cruz Zenzontepec och delstaten Oaxaca, i den sydöstra delen av landet, 400 km sydost om huvudstaden Mexico City. Agua Ceniza ligger 1 052 meter över havet och antalet invånare är 204.
Terrängen runt Agua Ceniza är kuperad åt sydost, men åt nordväst är den bergig. Runt Agua Ceniza är det glesbefolkat, med 10 invånare per kvadratkilometer. Närmaste större samhälle är El Limoncillo, 12,4 km väster om Agua Ceniza. I omgivningarna runt Agua Ceniza växer huvudsakligen savannskog.